# Vinzelles (Saône-et-Loire)
Pour les articles homonymes, voir Vinzelles.
Pour l’article ayant un titre homophone, voir Vinzel.
Vinzelles est une commune française située dans le département de Saône-et-Loire, en région Bourgogne-Franche-Comté.

## Géographie
Village viticole du Mâconnais.

### Climat
Pour des articles plus généraux, voir Climat de la Bourgogne-Franche-Comté et Climat de Saône-et-Loire.
En 2010, le climat de la commune est de type climat océanique altéré, selon une étude du Centre national de la recherche scientifique s'appuyant sur une série de données couvrant la période 1971-2000. En 2020, Météo-France publie une typologie des climats de la France métropolitaine dans laquelle la commune est dans une zone de transition entre le climat semi-continental et le climat de montagne et est dans la région climatique Bourgogne, vallée de la Saône, caractérisée par un bon ensoleillement (1 900 h/an), un été chaud (18,5 °C), un air sec au printemps et en été et des vents faibles.
Pour la période 1971-2000, la température annuelle moyenne est de 11,6 °C, avec une amplitude thermique annuelle de 18 °C. Le cumul annuel moyen de précipitations est de 872 mm, avec 10,2 jours de précipitations en janvier et 7,1 jours en juillet. Pour la période 1991-2020, la température moyenne annuelle observée sur la station météorologique de Météo-France la plus proche, « Mâcon », sur la commune de Charnay-lès-Mâcon à 5 km à vol d'oiseau, est de 12,3 °C et le cumul annuel moyen de précipitations est de 833,7 mm. 
La température maximale relevée sur cette station est de 39,8 °C, atteinte le 13 août 2003 ; la température minimale est de −21,4 °C, atteinte le 15 février 1956,,.
Les paramètres climatiques de la commune ont été estimés pour le milieu du siècle (2041-2070) selon différents scénarios d'émission de gaz à effet de serre à partir des nouvelles projections climatiques de référence DRIAS-2020. Ils sont consultables sur un site dédié publié par Météo-France en novembre 2022.

## Urbanisme

### Typologie
Au 1er janvier 2024, Vinzelles est catégorisée commune rurale à habitat dispersé, selon la nouvelle grille communale de densité à sept niveaux définie par l'Insee en 2022.
Elle appartient à l'unité urbaine de Mâcon, une agglomération inter-régionale regroupant 16  communes, dont elle est une commune de la banlieue,,. Par ailleurs la commune fait partie de l'aire d'attraction de Mâcon, dont elle est une commune de la couronne,. Cette aire, qui regroupe 105 communes, est catégorisée dans les aires de 50 000 à moins de 200 000 habitants,.

### Occupation des sols
L'occupation des sols de la commune, telle qu'elle ressort de la base de données européenne d’occupation biophysique des sols Corine Land Cover (CLC), est marquée par l'importance des territoires agricoles (74,1 % en 2018), en diminution par rapport à 1990 (78,1 %). La répartition détaillée en 2018 est la suivante : terres arables (29,3 %), cultures permanentes (27,5 %), zones urbanisées (19,4 %), zones agricoles hétérogènes (16,8 %), forêts (5,1 %), zones industrielles ou commerciales et réseaux de communication (1,5 %), prairies (0,4 %). L'évolution de l’occupation des sols de la commune et de ses infrastructures peut être observée sur les différentes représentations cartographiques du territoire : la carte de Cassini (XVIIIe siècle), la carte d'état-major (1820-1866) et les cartes ou photos aériennes de l'IGN pour la période actuelle (1950 à aujourd'hui).

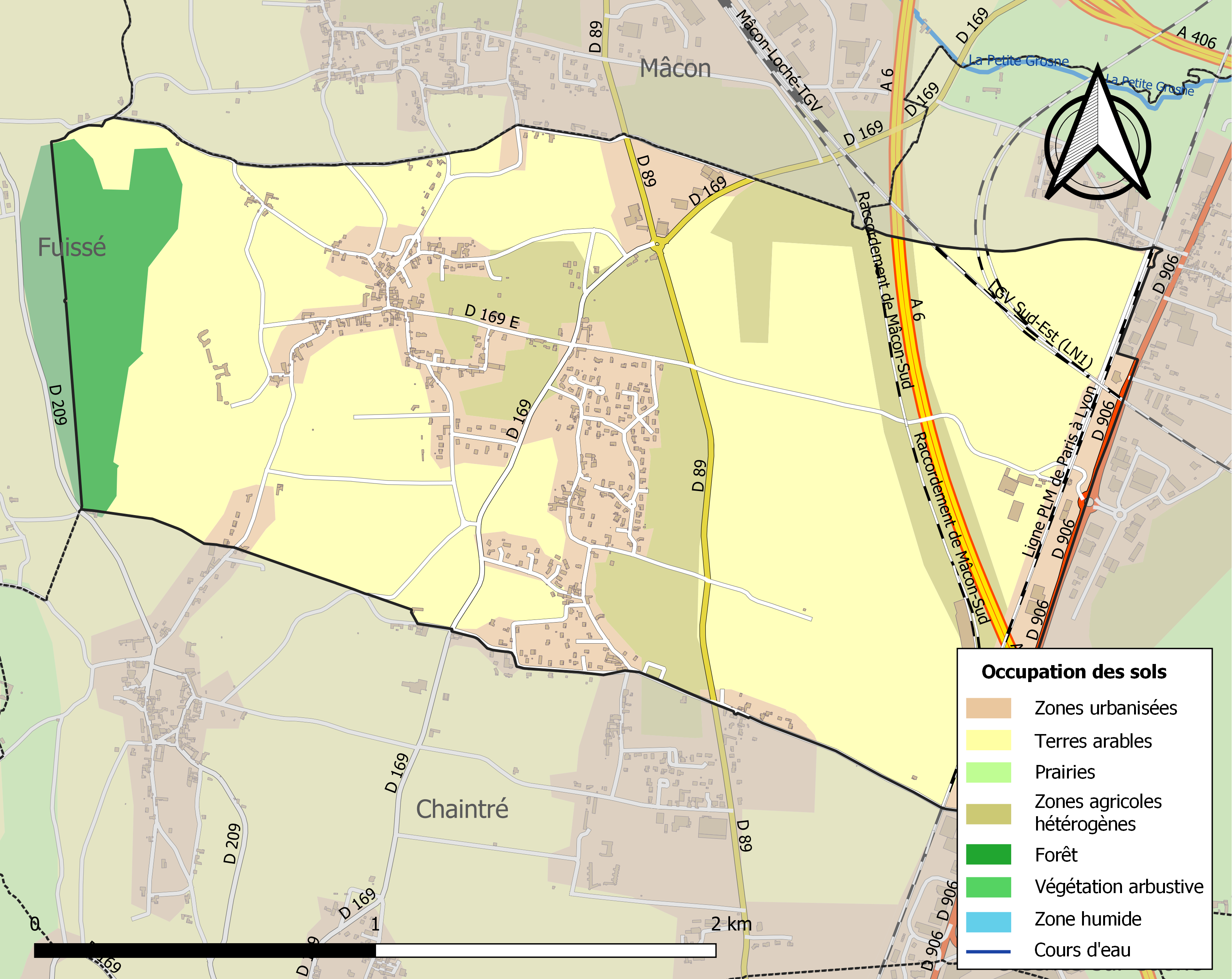
Carte des infrastructures et de l'occupation des sols de la commune en 2018 (CLC).

## Toponymie
Le toponyme de Vinzelles provient de "vinicella", qui, au IIIème après Jésus-Christ, signifie « petite vigne ». Ceci rappelle que la vigne y est implantée depuis l'époque gallo-romaine.

## Histoire
Le village est mentionné dès le Xe siècle[réf. nécessaire].
Au Moyen Âge, le village est une place forte du duché de Bourgogne car il permet le contrôle de la plaine de la Saône. Mais en 1471, le roi de France Louis XI, en guerre avec le duc de Bourgogne Charles le Téméraire, prend la forteresse sans résistance.

## Politique et administration
| Période                                  | Période   | Identité      | Étiquette | Qualité                 |
| ---------------------------------------- | --------- | ------------- | --------- | ----------------------- |
| juin 1995                                | mars 2014 | André Trognot |           | Retraité artisan        |
| mars 2014                                | en cours  | Yves Andreux  |           | Retraité de l'industrie |
| Les données manquantes sont à compléter. |           |               |           |                         |

## Démographie

Les vignobles du Mâconnais.

L'évolution du nombre d'habitants est connue à travers les recensements de la population effectués dans la commune depuis 1793. Pour les communes de moins de 10 000 habitants, une enquête de recensement portant sur toute la population est réalisée tous les cinq ans, les populations de référence des années intermédiaires étant quant à elles estimées par interpolation ou extrapolation. Pour la commune, le premier recensement exhaustif entrant dans le cadre du nouveau dispositif a été réalisé en 2006.

En 2022, la commune comptait 762 habitants, en évolution de +9,8 % par rapport à 2016 (Saône-et-Loire : −1,06 %, France hors Mayotte : +2,11 %).
| 1793 | 1800 | 1806 | 1821 | 1831 | 1836 | 1841 | 1846 | 1851 |
| ---- | ---- | ---- | ---- | ---- | ---- | ---- | ---- | ---- |
| 548  | 454  | 567  | 530  | 553  | 553  | 560  | 568  | 544  |

| 1856 | 1861 | 1866 | 1872 | 1876 | 1881 | 1886 | 1891 | 1896 |
| ---- | ---- | ---- | ---- | ---- | ---- | ---- | ---- | ---- |
| 532  | 506  | 520  | 531  | 515  | 492  | 503  | 444  | 420  |

| 1901 | 1906 | 1911 | 1921 | 1926 | 1931 | 1936 | 1946 | 1954 |
| ---- | ---- | ---- | ---- | ---- | ---- | ---- | ---- | ---- |
| 443  | 471  | 458  | 399  | 387  | 355  | 349  | 346  | 382  |

| 1962 | 1968 | 1975 | 1982 | 1990 | 1999 | 2006 | 2011 | 2016 |
| ---- | ---- | ---- | ---- | ---- | ---- | ---- | ---- | ---- |
| 395  | 479  | 536  | 553  | 670  | 712  | 753  | 730  | 694  |

| 2021 | 2022 | - | - | - | - | - | - | - |
| ---- | ---- | - | - | - | - | - | - | - |
| 747  | 762  | - | - | - | - | - | - | - |

## Vignoble
Sur le territoire de la commune est installée une cave coopérative, la Cave des Grands Crus Blancs, née en 1929 de la réunion des vignerons des villages de Vinzelles et de Loché.

## Lieux et monuments

### Édifices civils
- Château de Layé.
- Château de Vinzelles.
- Puits couvert.

### Édifices religieux
Sont notamment à voir à Vinzelles :
- l'église Saint-Georges, qui relève de la paroisse Notre-Dame-des-Vignes en Sud-Mâconnais (siège à La Chapelle-de-Guinchay) et qui est inscrite à l'Inventaire général de Bourgogne (peinture murale dans le cul-de-four, exécutée en 1859 par l'artiste peintre Jean-Baptiste Beuchot)[20] ;
- devant l'église : croix très simple sur laquelle se lit une formule mettant en opposition la brièveté de la vie par rapport à l'au-delà : « Un Dieu, un moment, une éternité. »[21].

## Culte
Vinzelles appartient à l'une des sept paroisses composant le doyenné de Mâcon (doyenné relevant du diocèse d'Autun) : la paroisse Notre-Dame-des-Vignes en Sud-Mâconnais, paroisse qui a son siège à La Chapelle-de-Guinchay et qui regroupe quatorze villages du Mâconnais.

## Pour approfondir